# Президентские выборы в Алжире (2014)
Президентские выборы в Алжире прошли 17 апреля 2014 года. Абдель Азиз Бутефлика подавляющим большинством голосов (82 %) был в четвёртый раз переизбран президентом Алжира.

## Контекст
После предыдущих выборов регион был объят волнениями, называемыми арабской весной. Алжир, хотя и был вовлечён в эти события, но в меньшей степени, чем Тунис и Ливия.
Исламистские Движение общества за мир и Движение исламского возрождения объявили о бойкоте выборов.
С конца февраля в разных регионах Алжира регулярно проводятся митинги и манифестации с лозунгами «Нет четвертому мандату! 15 лет президентства — достаточно!». По мнению оппозиции результат выборов «заранее известен». 21 марта тысячи сторонников оппозиции приняли участие в митинге в столице Алжира, чтобы призвать к бойкоту президентских выборов. Исламистские и светские оппозиционные партии выступают против участия в выборах действующего президента страны 77-летнего Абдельазиза Бутефлики, считающие, что он слишком стар и уже не в состоянии управлять страной.
Шесть оппозиционных партий, в том числе исламистских, заявили о бойкоте голосования, в ходе которого, как они считают, ФНО получает несправедливое преимущество.

## Кандидаты
В ноябре 2013 года Фронт национального освобождения выдвинул президента Абдель Азиз Бутефлика кандидатом в президенты, несмотря на его плохое здоровье. Это было подтверждено премьер-министром Абдельмалеком Селлалем в феврале 2014 года. Бывший премьер-министр и бывший генеральный секретарь Фронта Национального Освобождения Али Бенфлис объявил о выдвижении своей кандидатуры 19 января 2014 года. Генеральный секретарь Рабочей партии Луиза Ханун выдвинула свою кандидатуру 21 января 2014 года. Алжирский писатель Ясмина Хадра объявил о своей кандидатуре 2 ноября 2013 года. Также в выборах участвуют, кандидат от партии Фронт «Аль-Мустакбаль» («Фронт Будущего») Абдельазиз Белаид, председатель партии Национальный алжирский фронт Муса Туати, а также Али Фавзи Ребаин — лидер партии «Ахд 54» («Клятва 54» — цифра символизирует 1954 год, дату Алжирской революции 1 ноября 1954 года).

## Голосование

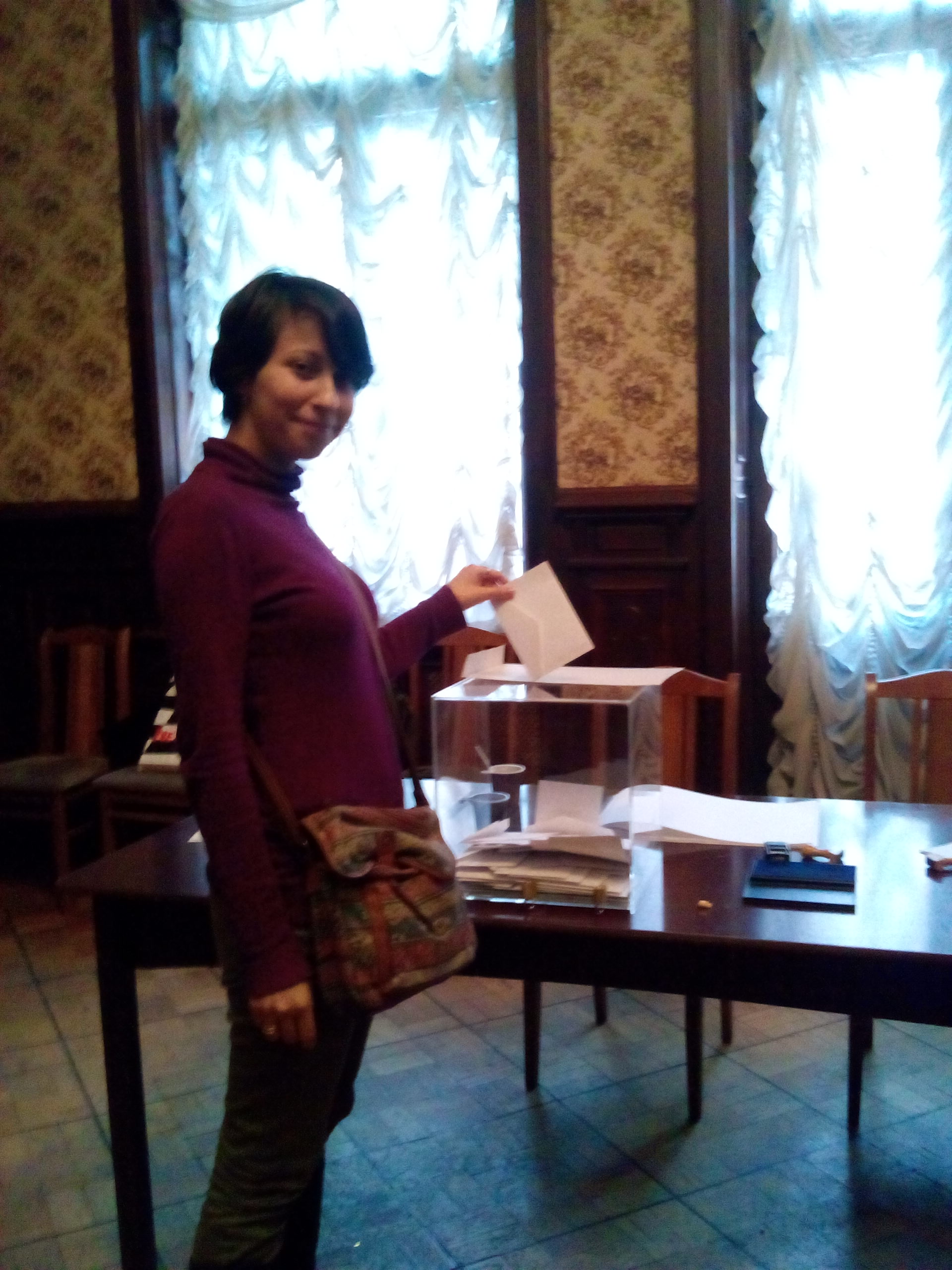
Голосование 12 апреля в офисе Санкт-Петербурга, расположенном в Доме национальностей на Моховой улице

17 апреля в Алжире пройдут очередные президентские выборы, победитель которых возглавит страну на ближайшие пять лет. Право голоса имеют 23 млн граждан Алжира. Более 1 млн алжирцев, проживающих за границей, начали голосовать ещё в конце минувшей недели. Для избрания президентом кандидату необходимо получить более 50 % голосов избирателей. Если никто из участников выборов не получает простого большинства, то проводится второй тур. Как заявил министр внутренних дел Тайеб Белаиз, ход голосования на всей территории Алжира будут обеспечивать около 260 тыс. полицейских и жандармов. Бутефлика в послании к нации призвал «всех граждан Алжира принять активное участие в голосовании и сделать свой выбор в пользу суверенитета страны, за который была заплачена высокая цена», а глава исламистского Общественного движения за мир Абдразак Мокри заявил, что «итоги будут сфальсифицированы, и нынешний президент будет переизбран». За ходом голосования будут следить несколько сотен наблюдателей, направленных региональными и международными организациями, в частности, ООН, Европейским союзом, Африканским союзом, Лигой арабских государств, Организацией исламского сотрудничества.
Накануне дня голосования в Алжире прошла антиправительственная акция протеста, организованная движением «Баракат», что означает «Хватит!». Её участники пытались разбить лагерь протестующих, но им помешала полиция. Стражей порядка было в несколько раз больше, чем демонстрантов.
В день голосования в ряде провинций сторонники оппозиционных сил проникли на участки для голосования и подожгли урны с уже заполненными бюллетенями. В частности, в провинции Беджая на севере Алжира сожжено 19 урн, а в провинции Буира, где также были зафиксированы поджоги, протестующие вступили в столкновения с силами безопасности. Манифестанты выкрикивали лозунги за свободу и демократию в стране и требовали проведения выборов с настоящей альтернативой. Они говорили, что выступают против «избирательного маскарада», в результате которого к власти приходит один и тот же человек. В ходе столкновений, пострадали более 30 полицейских, одна из автотрасс была перекрыта. В целом, голосование в первом туре президентских выборов прошло спокойно. На территории страны были открыты более 50 тыс. избирательных участков. В городе Рафур неподалёку от столицы Алжира тоже прошли акции протеста с лозунгом «Власти — убийцы!».
Как сообщил министр внутренних дел Алжира Тайеб Белаиз, в целом по стране явка составила 51,7 %. В столице Алжира — 37 %. Наиболее низкий показатель — около 25 % — был зафиксирован в области Кабилия.

## Результаты
Абдельазиз Бутефлика одержал победу в первом туре голосования, набрав 81,53 % голосов избирателей. Независимый кандидат Али Бенфлис — 12,18 %. Сторонники Бутефлики заявили о его победе. Как сказал представитель действующего президента Абдельазиз Белькадем — «Вне сомнения, Бутефлика одержал безоговорочную победу». Бенфлис поспешил отвергнуть итоги голосования, утверждая о махинациях в ходе выборов, но не приводит их доказательств. Позже, Бенфлис пообещал организовать мирное народное сопротивление во имя перемен.
Таким образом, действующий президент Алжира Абдель Азиз Бутефлика в четвёртый раз подряд на победил президентских выборах и обеспечил себе ещё пять лет правления страной. В 1999 году он баллотировался как независимый кандидат, поддержанный вооружёнными силами, и был избран с результатом в 74 % голосов. В апреле 2004 года был переизбран с 85 % голосов. На выборах в сентябре 2009 года был переизбран с 90,24 %.
| Кандидат                            | Кандидат                            | Партия                              | Голоса     | %       |
| ----------------------------------- | ----------------------------------- | ----------------------------------- | ---------- | ------- |
|                                     | Абдель Азиз Бутефлика               | Фронт национального освобождения    | 8 332 598  | 81,53   |
|                                     | Али Бенфлис                         | беспартийный                        | 1 244 918  | 12,18   |
|                                     | Абдельазиз Белаид                   | Фронт за будущее                    | 343 624    | 3,36    |
|                                     | Луиза Ханун                         | Рабочая партия                      | 140 253    | 1,37    |
|                                     | Али Фавзи Ребаин                    | Ahd 54                              | 101 046    | 0,99    |
|                                     | Мусса Туати                         | Алжирский национальный фронт        | 57 590     | 0,56    |
| Недействительные/пустые бюллетени   | Недействительные/пустые бюллетени   | Недействительные/пустые бюллетени   | 1 087 449  | - 4,57% |
| Всего                               | Всего                               | Всего                               | 11 307 478 | 100     |
| Зарегистрированных избирателей/Явка | Зарегистрированных избирателей/Явка | Зарегистрированных избирателей/Явка | 21 871 393 | 51,70   |
| Источник: МВД Алжира                |                                     |                                     |            |         |